# Клышко, Николай Иванович
Николай Иванович Клышко — советский хозяйственный и государственный деятель, лауреат Государственной премии СССР за выдающиеся достижения в труде.

## Биография
Родился в 1944 году в Ивановском районе Брестской области. Член КПСС.
Окончил СПТУ в селе Новая Мышь Барановичского района.
В 1961—2005 годах — механизатор, звеньевой механизированного картофелеводческого звена колхоза «Память Ленина» Ивановского района Брестской области Белорусской ССР.
За освоение и внедрение прогрессивных технологий, обеспечение устойчивого роста производства картофеля, сахарной свёклы, технических и других с/х культур был в составе коллектива удостоен Государственной премии СССР за выдающиеся достижения в труде 1982 года.
Делегат XXVII съезда КПСС.
Живёт в агрогородке Ополь Брестской области Белоруссии.

## Награды
- Орден Ленина
- Орден Трудового Красного Знамени